# 九重部屋
九重部屋，是日本相撲協會屬下的相撲部屋，屬高砂一門，位於東京墨田區，截至2023年1月，它有26名相撲選手，其中4名是關取級別。就力士贏得的優勝總數而言，它是最成功的部屋，有52個。

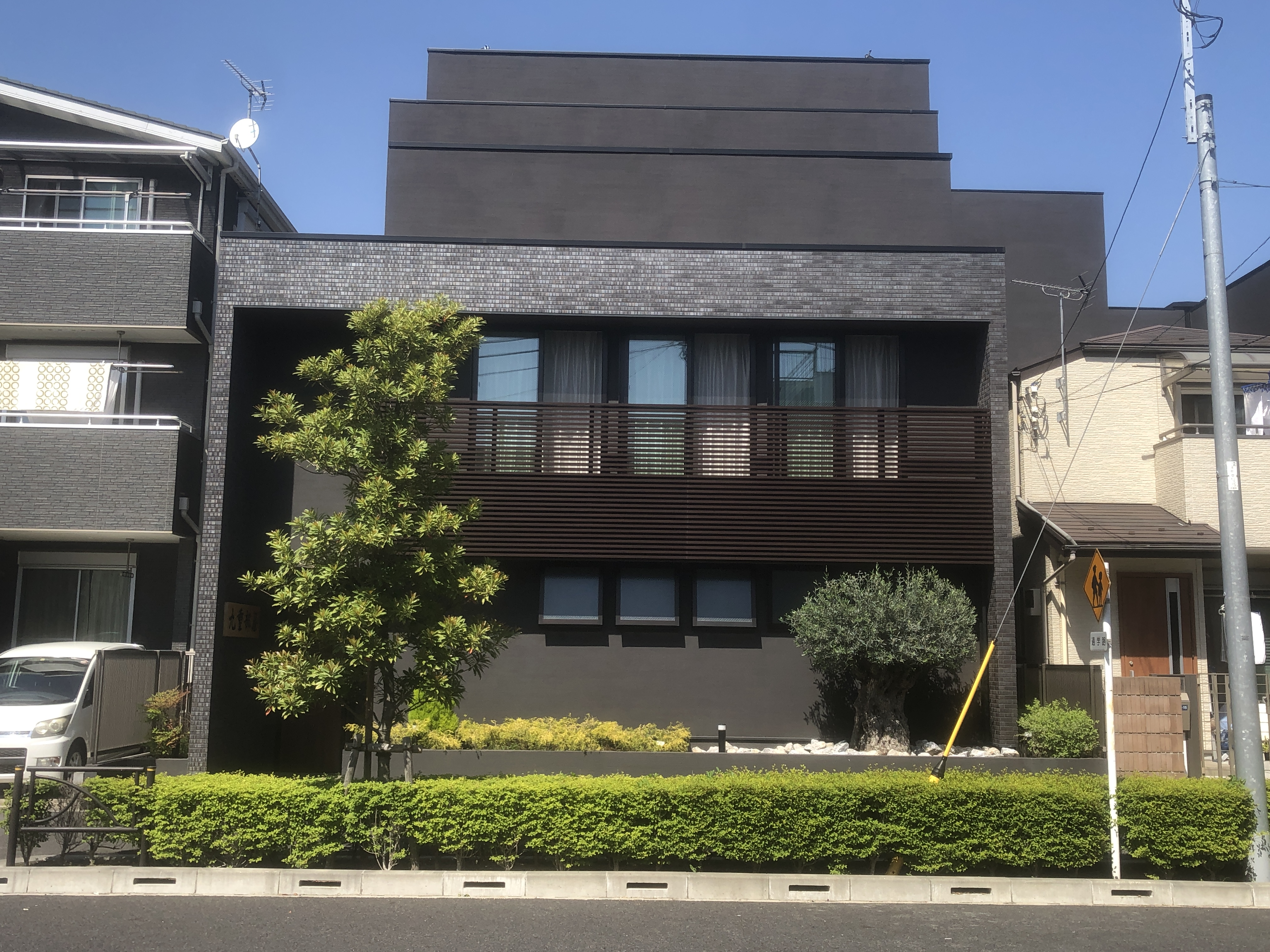

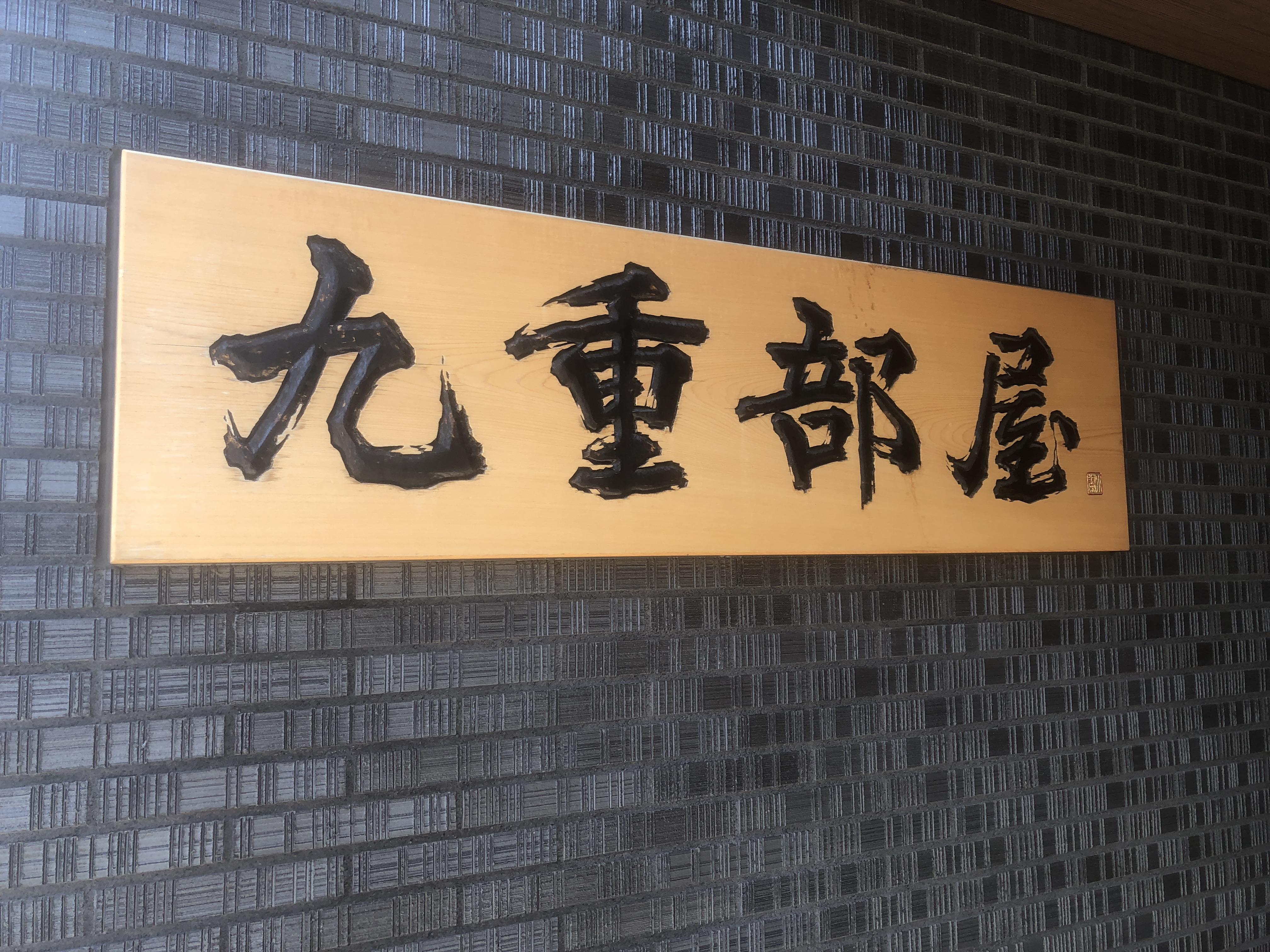

## 歷史
在1959年，原出羽海部屋出身的橫綱千代之山雅信本欲繼承部屋，但原出羽海親方常乃花寬市把部屋交絡另一前橫綱佐田之山晉松，他在1967年1月成立自己的部屋，連同大關北之富士勝昭轉投高砂一門。
在1977年10月千代之山去世後，前橫綱北之富士在11月襲名九重，把所有前九重部屋力士移籍到自己成立的井筒部屋，井把幕內力士千代之富士貢培養成偉大的橫綱，後來，他也看到北勝海信芳成為了橫綱。由1985年9月場所至1987年3月場所所屬力士10場所連續狻幕内最高優勝，打破了出羽海部屋的紀錄。
1992年，也就是千代之富士退役后的第二年，北之富士將部屋交給他。千代富士和北之富士互換了年寄名跡，千代之富士成為九重親方並獲得了部屋的控制權，而北之富士則成為陣幕親方，前北勝海於1993年建立八角部屋。在1990年代初期，九重部屋是相撲界最大的部屋之一，但只有一個關取巴富士俊英。最終生產了千代天山大八郎，在1999年短暫地成為小結，和長期服役的大關千代大海龍二（1999-2009），這是他最成功的力士。在2010年1月千代大海和2011年4月千代白鵬大樹退役后，部屋在短時間內沒有關取，但千代之國在2011年7月達到十兩，2012年1月達到幕內級別。千代大龍秀政隨後緊隨其後，於2012年5月到達幕內。到2014年3月，九重是相撲界最成功的馬廄之一，有三名力士（千代大龍，千代鳳和千代丸）在幕內中，兩名男子（千代之國和千代之皇）在十兩。2016年1月，隨著千代翔馬富士雄的晉陞，部屋增加到6個關取，是所有部屋中最多的。截至2020年9月，它仍然保持在6位，現在與木瀨部屋持平，落後於追手風部屋。
千代之富士於2016年7月去世。千代大海繼承了部屋並把部屋搬到葛飾區。
2023年10月，一名未成年幕下力士被發現在秋季地區巡迴賽期間喝酒。這名力士於10月15日上午抵達愛知縣大府市的巡迴賽場地，隨後因急性酒精中毒被送往醫院。九重親方和其他參與的力士被驅逐出巡迴賽，並回到了他們在東京的部屋。10月24日，宣佈九重親方和未成年摔跤手一起被停賽時間不詳。第二天，第二名力士被停賽。10月26日，《日刊體育》援引消息人士的話報導說，九重親方在醫院和相撲協會調查期間都斥責了被抓到喝酒的力士。消息人士補充說，他在相撲訓練期間懲罰了該力士，並禁止其外出一年。在宣布停賽前幾天，據說這位力士從部屋逃跑回到父母身邊，並在一家理髮店剪掉了他的髮髻。